# Give Me Liberty
Give Me Liberty ist eine vierteilige Comic-Minireihe, entwickelt und geschrieben von Frank Miller und gezeichnet von Dave Gibbons. In Deutschland erschien die Serie im Carlsen Verlag unter dem Titel Liberty und bei Panini Comics unter dem Titel Das Leben und Wirken der Martha Washington im 21. Jahrhundert.

## Inhalt
Die Handlung, eine Mischung aus Action und politischer Satire, schildert das Leben der Hauptfigur Martha Washington, einer afroamerikanischen Frau und Namensvetterin der Frau von George Washington, in einem dystopischen Nordamerika der nahen Zukunft. Der erste Band beginnt mit der Geburt von Martha und schildert zunächst ihre Jugend im Chicagoer Wohnungsbauprojekt „Cabrini Green“. Im Verlauf der Geschichte verübt sie als Mitglied einer paramilitärischen Kampfeinheit Interventionen in unterschiedlichen Krisenherden der Erde. Als Kriegsheldin gefeiert gerät sie in politische und wirtschaftliche Intrigen und entscheidet letztlich das Schicksal der Vereinigten Staaten.

## Auszeichnungen
Die Serie gewann 1991 den Eisner Award (auch Will Eisner Comic Industry Award), einen der wichtigsten amerikanischen Auszeichnungen für Comic-Schaffende.

## Ausgaben

### Dark Horse Comics
- Give Me Liberty, 1990, ISBN 0-440-50446-5 (Originalausgabe als Sammelband auf Englisch)

### Carlsen Verlag
Der Carlsen Verlag veröffentlichte ab 1992 vier Bände (alle broschiert) unter dem Titel Liberty – Ein amerikanischer Traum in Deutsch:
1. Der Dschungel. ISBN 3-551-71876-8.
2. Die Wüste. ISBN 3-551-71877-6.
3. Die Isolation. ISBN 3-551-71878-4.
4. Die Entscheidung. ISBN 3-551-71879-2.

1995 wurden diese um 2 Fortsätzungsbände unter dem Titel Liberty – Kriegsgeister erweitert:
1. Teil 1, ISBN 3-551-71880-6
2. Teil 2, ISBN 3-551-71874-1

### Panini Manga und Comic Verlag
Der Panini Manga und Comic Verlag veröffentlichte ab März 2010 drei broschierte Doppelbände unter dem Titel Das Leben und wirken der Martha Washington im 21. Jahrhundert in Deutsch. Band 1 umfasst die 4 Bände Liberty des Carlsen Verlag, Band 2 die Kriegsgeister und die One-Shots Happy Birthday, Martha Washington & M.W. stranded in Space. Band 3 sieht Marthas Rückkehr in Saves the World & den abschließenden Band M. W. Dies als deutsche Erstveröffentlichung vereint.
1. Ein amerikanischer Traum. ISBN 3-86607-996-6.
2. Martha zieht in den Krieg. ISBN 3-86607-997-4.
3. Martha rettet die Welt. ISBN 3-86607-467-0.